# Andreea Răsuceanu
Andreea Răsuceanu (n. 23 noiembrie 1979, București, România) este o prozatoare, teoreticiană și cercetătoare română.

## Biografie
A absolvit Facultatea de Litere, la Universitatea din București, în 2002, secția română-engleză, urmând ulterior un masterat de teoria și practica imaginii, în cadrul Centrului de Excelență în Studiul Imaginii, Universitatea București. Și-a susținut doctoratul, cu lucrarea Mahalaua Mântulesei – drumul către modernitate, în 2009, tot în cadrul CESI. A urmat o bursă postdoctorală (2010-2013), cu stagii de cercetare la Sorbonne Nouvelle – Paris 3. A debutat cu proză, în revista Cuvântul, în 1999, publicând ulterior proză, cronici, interviuri, articole de specialitate în cele mai importante reviste literare românești: România literară, Viața Românească, Observator cultural, Revista 22, Bucureștiul Cultural, Idei în dialog, Dilema veche, Convorbiri literare etc. Este autoarea mai multor traduceri din limba engleză și prefețe. A predat cursuri de presă culturală românească, cultură și civilizație, limbă și literatură engleză. 
Prima ei carte, Cele două Mântulese, a apărut la Editura Vremea, în anul 2009. A fost nominalizată la premiile României literare, ale Uniunii Scriitorilor din România și la Marile Premii Prometheus. În 2013 a apărut, la Editura Humanitas, cartea Bucureștiul lui Mircea Eliade. Elemente de geografie literară, care a fost nominalizată la premiile Uniunii Scriitorilor din România și la premiile revistei Observator cultural. A primit premiul Tânărul critic al anului 2013, în cadrul Galei tinerilor scriitori. Volumul Bucureștiul literar. Șase lecturi posibile ale orașului (Editura Humanitas, 2016) a fost nominalizat la Premiile revistei Observator cultural.
Este coautor al volumelor Bucureștiul meu (Humanitas, 2016), Cărți, filme, muzici și alte distracții din comunism (Polirom, 2014), Bookătăria de texte și imagini 2, (Pandora-M, 2016), Ferestre din București și poveștile lor (Editura Peter Pan, 2015), Cum să fii fericit în România (Humanitas, 2017), In the Mood for Love (Paralela 45, 2019). 
În 2009 a participat la proiectul Mântuleasa – o geografie mitică, 2009, proiect realizat de Fundația ProPatrimonio în colaborare cu Primăria sectorului 2.
În anul 2016 a lansat un nou proiect, Povești citadine, o emisiune difuzată de TVR 2, despre diferite locuri din București, așa cum apar acestea în istoria orașului și în literatură.
În 2018 a publicat romanul O formă de viață necunoscută (Humanitas), pentru care a primit Premiul pentru proză al revistei Ateneu și premiul Scriitorul lunii ianuarie, desemnat de Uniunea Scriitorilor din România, și care a fost nominalizat la toate premiile literare românești: Premiile ”Sofia Nădejde”, Premiile revistei Observator cultural, Gala Premiilor Radio România Cultural, Premiul Național de Proză ”Ziarul de Iași” (lista scurtă), Premiul pentru proză al Uniunii Scriitorilor din România etc. A fost selectat la Festivalul Primului Roman de la Chambéry (Franța). Fragmente din roman au fost traduse în engleză, franceză, turcă și spaniolă. S-a spus despre O formă de viață necunoscută că e una dintre cele mai importante, mai inventive și bine scrise cărți publicate în literatura recentă. Romanul a fost tradus în franceză, spaniolă și bulgară.  
În 2020 a apărut romanul Vântul, duhul, suflarea, pentru care a primit Premiul „Ion Creangă” al Academiei Române și Premiul pentru proză al Uniunii Scriitorilor din România. A fost tradus în spaniolă, la Editorial Confluencias (2022) și în bulgară, la ICU Publishing (2023). În anul 2023 a apărut romanul Linia Kármán.
Între anii 2017-2023 a coordonat colecția de literatură română contemporană a editurii Humanitas. 

## Volume

### Autor
- O formă de viață necunoscută, roman, Humanitas, 2018, Polirom, 2022, ISBN 978-973-46-9147-0
- Vântul, duhul, suflarea, roman, Polirom, 2020, 2023, ISBN 978-973-46-9432-7
- Linia Kármán, roman, Polirom, 2023, 2025, ISBN 978-630-344-199-3
- Cele două Mântulese, Editura Vremea, 2009
- Bucureștiul lui Mircea Eliade. Elemente de geografie literară, Humanitas, colecția „Academica”, 2013; pref. Sorin Alexandrescu
- Bucureștiul literar. Șase lecturi posibile ale orașului, colecția „Critică literară/Eseu”, Humanitas, 2016[3]
- Dicționar de locuri literare bucureștene (coautor), Humanitas, 2019, ISBN 978-973-506-768-7
- Cartea orașelor, Humanitas, 2021, 2022 (editor, coautor), ISBN 978-973-50-7603-0

- Uimitoarea călătorie a spiridușului Scorțișoară, Editura Humanitas Junior, București, 2024, ISBN 978-973-50-8648-0
- 16 prozatori de azi, Humanitas, 2018 – editor

### Coautor
- Cărți, filme, muzici și alte distracții din comunism, Polirom, 2014
- Ferestre din București și poveștile lor, Editura Peter Pan, 2015
- Bucureștiul meu, Humanitas, 2016
- Orașul, Gestalt Books, 2016
- Tot înainte!, Editura Curtea Veche, 2016
- Bookătăria de texte și imagini 2, Pandora-M, 2016
- Cum să fii fericit în România, volum coordonat de Oana Bârna, Humanitas, 2017, ISBN  978-973-50-5887-6
- In the Mood for Love, Paralela 45, 2019
- Cartea întâmplărilor, Mistere, ciudățenii, uimiri, volum coordonat de Tatiana Niculescu, Humanitas, 2019, ISBN 978-973-50-6571-3

## Referiri critice
„Una dintre cele mai consistente voci ale prozei românești contemporane”, Paul Cernat, Drept de autor, RRC
„Romanul anului 2020, după părerea mea, Vîntul, duhul, suflarea o plasează pe Andreea Răsuceanu alături de cele mai puternice voci ale prozei actuale.“ Gabriela Adameșteanu
„O prozatoare elevată, matură, ilustrativă pentru cîteva tendințe ale prozei noastre mai recente, scrise de autori (și, îndeosebi, autoare) debutanți la deplina maturitate: atracția retro și «orientalo-balcanică» a secolului 19; retrăirea «vîrstelor dintîi», între un comunism fantomatic și un postcomunism debusolat; opțiunea pentru «romanul de familie» în cheie (post)traumatică; mixajul de autenticism obsesional și realism magic, poematizant. Dincolo de aceste ingrediente, există la Andreea Răsuceanu o seriozitate discretă a implicării, un dramatism al căutării de sine prin alții, motivat probabil biografic, un autenticism cu măști așadar, generator de atmosferă intensă, pe de o parte, creator de «lumi», istorii și geografii intime, pe de alta; un aliaj foarte special de M. Blecher și Gabriela Adameșteanu, într-o formulă proprie de «literatură spectrală»”. (Paul Cernat, prefață la Vântul, duhul, suflarea)
„...avem de-a face cu o cronică de familie, mai precis de familii, care străbate trei secole, de la epoca domniilor fanariote, a zorilor redeșteptării naționale cu regulamentul organic în Moldova și pregătirea Unirii Principatelor, la belle époque, la interbelic și postbelicul comunist, de la stalinismul dejist al unor agresive inginerii sociale la ceaușismul târziu, un adevărat tur de forță mai ales că autoarea se mișcă cu aceeași dezinvoltură de la sat la oraș, din mahala în centrul cosmopolit al capitalei, de la București la Iași, din Moldova în Țara Românească (...) Cât despre ultimul capitol, el poate rivaliza cu cele mai bune pagini din Ghepardul lui Tomassi di Lampedusa sau ale romanelor lui Antonio Lobo Antunes filtrate însă prin senzorialitatea dilatată până la abnorm a unei blecheriene irealități imediate.” (Angelo Mitchievici, despre Vântul, duhul, suflarea în Steaua, nr. 4/2021)
„...autoficțiunea pare să își fi încheiat misiunea și să trebuiască să lase locul unui roman mai ambițios, care poate explora în moduri mai diverse și mai originale spațiul social contemporan și istoria lui mai recentă sau mai îndepărtată. În această tendință se înscrie și ultimul roman al Andreei Răsuceanu (...) În Vîntul, duhul, suflarea, Andreea Răsuceanu enunță un veritabil program, o pledoarie pentru ceea ce nu se vede la scara istoriei, dar afectează o existență. E un program fascinant, ambițios, care completează fericit peisajul literaturii actuale” (Doris Mironescu, Dilema veche, 11-17 martie 2021)
„Descrierea se substituie acțiunii, ca la Țoiu și Bălăiță, digresiunile și învăluirile au familiaritatea unor Titel și Adameșteanu, iar tensiunea interiorizării aduce cu evantaiul emoțiilor din proza Danei Dumitriu și a Dorei Pavel. (...) Dintre străini, ca o umbră esențială e poetica faulkneriană, dizolvând pasiunile și naratorii într-un estuar discursiv” (Marius Miheț, Familia, ianuarie 2021)
„O formă de viață necunoscută e una dintre cele mai importante cărți apărute în ultimii ani (...) În O formă de viață necunoscută accentul nu cade pe istorie, nu cade pe atmosferă; acestea sunt niște strategii de captatio, de imersare a cititorului într-o anumită existență; strategia e de fapt aceea de a-l aduce pe cititor în intimitatea aceea periculoasă, în proximitatea morții, destabilizantă a acelui nucleu generativ; și mie mi se pare că asta e până la urmă misiunea literaturii bune dintotdeauna.” Paul Cernat, Drept de autor, Radio România Cultural, 25 - 26 ianuarie 2019
„O formă de viață necunoscută e, cu siguranță, unul dintre cele mai răscolitoare, inventive, atent documentate și bine scrise romane ale literaturii române de Mileniu Trei.” Cristina Chevereșan, Orizont, ianuarie 2019
„Felul în care Andreea Răsuceanu își construiește romanul și personajele deopotrivă feminine și masculine prezintă o afinitate cu o altă romancieră redutabilă: Gabriela Adameșteanu. Există un aer de familiaritate între Dimineață pierdută și O formă de viață necunoscută, pornind de la ideea de a reconstitui, de a restitui ficțional momente în timp, dacă nu chiar epoci, pe care le-aș numi, cu un termen împrumutat de la Giorgio Agamben, ”forme de viață.” (Angelo Mitchievici despre O formă de viață necunoscută în România literară, octombrie 2018)
”Numai marea literatură reușește să surprindă nuanțele infinitezimale și imprevizibilul tuturor transgresiunilor umane.” (Gabriela Gheorghișor, coperta a patra Linia Kármán)
„Cartea de față ne arată cât de fecundă se dovedește încă literatura lui Mircea Eliade când abordarea ei se face altfel decât prin impresionismele și repetițiile în care excelează zisa critică tradițională. Abia așa înțelegem că o critică literară românească poate fi la fel de consistentă precum cea a lui Hillis Miller, ori a lui Moretti despre Dos Passos, ori a lui Bourdieu despre Flaubert. Îi urez Andreei Răsuceanu bun-venit în prim-planul criticii tinere, europene.”—Sorin Alexandrescu, prefață la Bucureștiul lui Mircea Eliade. Elemente de geografie literară, Humanitas, 2013
Linia Kármán, probabil cel mai reușit roman al trilogiei, devine un roman cu adevărat mare, și la propriu și la figurat, de neratat, în relație cu primele două. Odată intrați în universul Răsuceanu, cititorii, cu siguranță, vor dori mai mult. Din fericire, au și de unde alege. Senida Poenariu, Revista Vatra, iulie 2024
„În finalul prefeței sale, Sorin Alexandrescu îi urează Andreei Răsuceanu „bun venit în prim-planul criticii tinere, europene“. Fără îndoială, locul ei acolo este. Pornind de la analiza spectrală a prozei eliadești, autoarea noastră a pregătit – expert – instrumentarul unui cîmp de cercetare complex în care istoria culturală și geografia literară își conjugă eficient forțele, punînd Bucureștiul pe harta literaturii universale și, implicit, pe harta simbolică a lumii.”—Paul Cernat, Observator cultural, nr. 695/2013
„Andreea Răsuceanu devine, aproape instantaneu, practicanta autohtonă cea mai consecventă și consistentă a acelei discipline pe care Robert Tally și Franco Moretti au numit-o în Statele Unite geocriticism sau literary cartography, iar Bertrand Westphal o practică în Franța sub numele de géocritique. Fixată deocamdată pe spațiul bucureștean, ea explorează în detaliu infinitezimal și cu delicii majore modul în care toposurile orașului real transmută în imaginar, dar și felul în care orașul imaginar (adică cel din ficțiunile literare) își coagulează și definește realitatea. Foarte imaginativă și fertilă, geografia literară a Andreei Răsuceanu a impus simultan o metodă, un stil și o personalitate.” Radu Vancu, Revista Euphorion, nr. 2/2017

## Afilieri
- membru al Uniunii Scriitorilor din România
- membru al PEN Club România

## Premii literare
- Premiul „Ion Creangă” al Academiei Române pentru romanul Vântul, duhul, suflarea (2022)
- Premiul pentru proză al Uniunii Scriitorilor din România, pentru romanul Vântul, duhul, suflarea (2021)
- Premiul Scriitorul lunii februarie 2021, decernat la Gala Scriitorii Anului, pentru romanul Vântul, duhul, suflarea
- Premiul pentru proză al Uniunii Scriitorilor din România, filiala Dobrogea, pentru romanul Vântul, duhul, suflarea (2021)
- Premiul pentru proză al revistei Ateneu, pentru romanul O formă de viață necunoscută (2019)
- Premiul Scriitorul lunii ianuarie, decernat de Uniunea Scriitorilor din România, pentru romanul O formă de viață necunoscută (2019)
- Premiul Tânărul critic al anului 2013, în cadrul Galei tinerilor scriitori, pentru Bucureștiul lui Mircea Eliade. Elemente de geografie literară (2014)
- Premiul AgențiadeCarte.ro pentru anul editorial 2019, secțiunea eseu, publicistică, memorialistică, pentru Dicționar de locuri literare bucureștene (2020)
- Nominalizare la premiile Uniunii Scriitorilor din România, secțiunea proză, pentru romanul Linia Kármán (2023)
- Nominalizare la premiile revistei Observator cultural, secțiunea proză, pentru romanul  Linia Kármán (2023)
- Nominalizare la Premiul Național de Proză ”Ziarul de Iași” (lista scurtă), pentru romanul Linia Kármán (2023)
- Nominalizare la premiile Uniunii Scriitorilor din România, secțiunea proză, pentru romanul O formă de viață necunoscută (2019)
- Nominalizare la premiile revistei Observator cultural, secțiunea proză, pentru romanul O formă de viață necunoscută (2019)
- Nominalizare la premiile Radio România Cultural, secțiunea proză, pentru romanul O formă de viață necunoscută (2019)
- Nominalizare la Premiul Național de Proză ”Ziarul de Iași” (lista scurtă), pentru romanul O formă de viață necunoscută (2019)
- Nominalizare la premiile ”Sofia Nădejde”, pentru romanul O formă de viață necunoscută (2019)
- Nominalizare la „Premiul liceenilor pentru cea mai îndrăgită carte”, pentru romanul O formă de viață necunoscută, 2019
- Nominalizat la Festival du premier roman de Chambéry, O formă de viață necunoscută (2019)
- Nominalizare la premiile Uniunii Scriitorilor din România, secțiunea critică literară, pentru Bucureștiul lui Mircea Eliade. Elemente de geografie literară (2014)
- Nominalizare la premiile revistei Observator cultural, secțiunea critică literară, pentru Bucureștiul lui Mircea Eliade. Elemente de geografie literară ( (2014)
- Nominalizare la premiile revistei Observator cultural, secțiunea critică literară, Bucureștiul literar. Șase lecturi posibile ale orașului (2017)
- Nominalizare la premiile revistei România literară, pentru Cele două Mântulese (2010)
- Nominalizare la premiile ale Uniunii Scriitorilor din România, pentru Cele două Mântulese (2010)
- Nominalizare la Marile Premii Prometheus, secțiunea Opera Prima, pentru Cele două Mântulese (2010)
- Nominalizare la Premiul special al Uniunii Scriitorilor din România pentru Dicționar de locuri literare bucureștene (2020)

## Legături externe
- „Nu istoria e o știință exactă, ci mai degrabă literatura“, dilemaveche.ro – interviu cu Andreea RĂSUCEANU
- „Bucureștiul fiecăruia este unul mental“, Andreea Răsuceanu, scriitoare: interviu de Doinel Tronaru, 14 octombrie 2016
- http://www.lapunkt.ro/2016/09/13/interviu-andreea-rasuceanu-geografie-literara-bucurestiul-si-primarii-sai-literari/
- http://www.observatorcultural.ro/articol/prin-bucurestiul-lui-mircea-eliade-2/
- http://revisteaua.ro/un-timp-cenusiu-si-egal/
- Interviu Hotnews https://www.youtube.com/watch?v=sUKtJ5lVXKA
- Orașul și literatura – Intersecțiile de miercuri https://www.youtube.com/watch?v=kGi1nq8c_lU
- Pagina de autor la Editura Humanitas http://www.humanitas.ro/andreea-r%C4%83suceanu